# DDR-Oberliga 1969/70
In 1969/70 werd het 21ste seizoen van de DDR-Oberliga gespeeld, de hoogste klasse van de DDR. FC Carl Zeiss Jena werd kampioen. De competitie duurde van 23 augustus 1969 tot 30 mei 1970. 

## Seizoensverloop

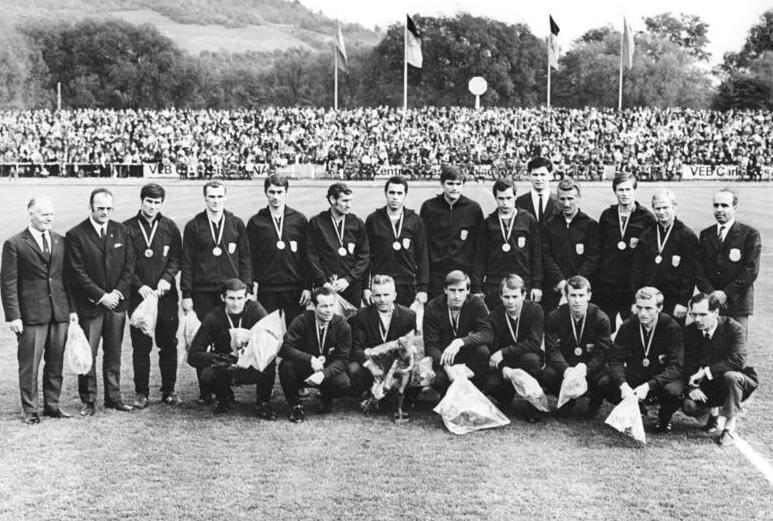
FC Carl Zeiss Jena werd met voorsprong DDR-Meister.

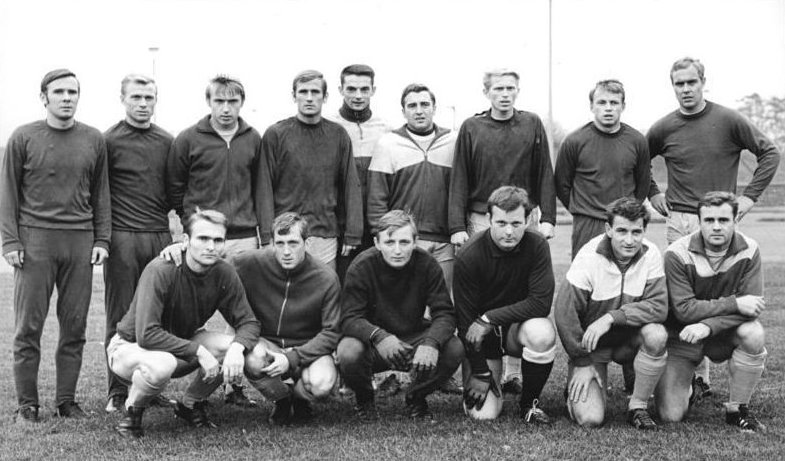
Hansa Rostock kon het behoud maar net verzekeren.

De competitie werd gedomineerd door de kampioenen van de vorige twee seizoenen Vorwärts Berlin en CZ Jena. Berlin domineerde de heenronde en Jena de terugronde. Door de mindere terugronde van Berlin was de titel op de 23ste speeldag praktisch al in handen van Jena dat zes punten voorsprong had. Op de laatste speeldag troffen de clubs elkaar toen Jena de titel al op zak had en de vicekampioen in eigen stadion vernederde met 0:5. Op de derde plaats eindigde promovendus Dynamo Dresden, het was de beste notering voor een promovendus in de Oberliga (al eindigde Magdeburg twee jaar eerder ook op de derde plaats). 
Het was het laatste seizoen dat Vorwärts Berlin een rol van betekenis zou spelen, enkel in 1983 zou de club nog met grote achterstand vicekampioen worden. Ook Chemie Leipzig dat nu nog op de vierde plaats eindigde zou nooit meer zoveel succes hebben en de club werd een liftploeg. Hansa Rostock dat enkele jaren geleden nog de eeuwige tweede was kon nu de degradatie maar net vermijden. 
Met dit seizoen begon ook een twintig jaar durend gouden tijdperk voor Dynamo Dresden dat zeven titels zou winnen. Promovendus Eisenhüttenstadt kon het niveau van de Oberliga niet aan en stond van de dertiende tot de laatste speeldag op de laatste plaats. De club maakte pas in 1989 een rentree in de Oberliga. De club werd verrassend naar de DDR-Liga vergezeld door FC Karl-Marx-Stadt, de kampioen van 1967. de club verspeelde zijn kans op het behoud op de laatste speeldag, uitgerekend tegen rivaal Aue.
Er kwamen 1.934.000 toeschouwers naar de 182 Oberligawedstrijden, wat neerkomt op 10.629 per wedstrijd.

### Eindstand
|     | Club                           | Wed | W  | G  | V  | Saldo | Ptn |
| --- | ------------------------------ | --- | -- | -- | -- | ----- | --- |
| 01. | FC Carl Zeiss Jena             | 26  | 16 | 07 | 03 | 50:16 | 39  |
| 02. | FC Vorwärts Berlin (K)         | 26  | 12 | 08 | 06 | 43:34 | 32  |
| 03. | SG Dynamo Dresden (N)          | 26  | 13 | 05 | 08 | 36:26 | 31  |
| 04. | BSG Chemie Leipzig             | 26  | 11 | 08 | 07 | 33:27 | 30  |
| 05. | BSG Sachsenring Zwickau        | 26  | 09 | 10 | 07 | 25:26 | 28  |
| 06. | Berliner FC Dynamo             | 26  | 10 | 08 | 08 | 29:32 | 28  |
| 07. | BSG Wismut Aue                 | 26  | 10 | 07 | 09 | 31:34 | 27  |
| 08. | 1. FC Magdeburg (B)            | 26  | 10 | 04 | 12 | 37:37 | 24  |
| 09. | FC Rot-Weiß Erfurt             | 26  | 08 | 08 | 10 | 32:40 | 24  |
| 10. | Hallescher FC Chemie           | 26  | 08 | 06 | 12 | 35:34 | 22  |
| 11. | BSG Stahl Riesa                | 26  | 09 | 04 | 13 | 31:35 | 22  |
| 12. | FC Hansa Rostock               | 26  | 07 | 07 | 12 | 22:33 | 21  |
| 13. | FC Karl-Marx-Stadt             | 26  | 07 | 05 | 14 | 27:42 | 19  |
| 14. | BSG Stahl Eisenhüttenstadt (N) | 26  | 05 | 07 | 14 | 21:36 | 17  |

| (K) | Titelverdediger            |
| (B) | Bekerwinnaar vorig seizoen |
| (N) | Gepromoveerd               |

## Statistieken

### Topscorers
- In 182 duels werd in totaal 452 keer gescoord, goed voor een gemiddelde van 2,48 per wedstrijd. In onderstaand overzicht zijn alleen de spelers opgenomen met negen of meer treffers achter hun naam.

| № | Speler            | Club               | Goals | Pen. | Duels | Gem |
| - | ----------------- | ------------------ | ----- | ---- | ----- | --- |
| 1 | Otto Skrowny      | BSG Chemie Leipzig | 12    | 5    |       |     |
| 2 | Horst Begerad     | FC Vorwärts Berlin | 11    | 0    |       |     |
| 3 | Roland Nowotny    | HFC Chemie         | 10    | 1    |       |     |
| 4 | Klaus Lehmann     | BSG Stahl Riesa    | 9     | 1    |       |     |
| 5 | Dieter Scheitler  | FC Carl Zeiss Jena | 9     | 0    |       |     |
| 6 | Jürgen Sparwasser | 1.FC Magdeburg     | 9     | 0    |       |     |
| 7 | Helmut Stein      | FC Carl Zeiss Jena | 9     | 0    |       |     |

### Toeschouwers
| №      | Club                   | Totaal    | Duels | Gem    | +/–    | Record |
| ------ | ---------------------- | --------- | ----- | ------ | ------ | ------ |
| 1      | SG Dynamo Dresden      |           | 13    | 18.500 | +8,8%  |        |
| 2      | BSG Chemie Leipzig     |           | 13    | 17.538 | NIEUW  |        |
| 3      | Hallescher FC          |           | 13    | 15.577 | –8,4%  |        |
| 4      | 1. FC Magdeburg        |           | 13    | 11.269 | –20,8% |        |
| 5      | FC Hansa Rostock       |           | 13    | 11.269 | –15,1% |        |
| 6      | Chemnitzer FC          |           | 13    | 10.577 | –33,9% |        |
| 7      | TSV Stahl Riesa        |           | 13    | 9.962  | +7,5%  |        |
| 8      | FC Rot-Weiß Erfurt     |           | 13    | 9.500  | –7,8%  |        |
| 9      | Wismut Aue             |           | 13    | 9.462  | –24,1% |        |
| 10     | FC Carl Zeiss Jena     |           | 13    | 9.231  | –10,4% |        |
| 11     | FSV Zwickau            |           | 13    | 8.962  | –5,3%  |        |
| 12     | Stahl Eisenhüttenstadt |           | 13    | 7.346  | NIEUW  |        |
| 13     | FC Vorwärts Berlin     |           | 13    | 5.692  | –21,7% |        |
| 14     | Berliner FC Dynamo     |           | 13    | 4.692  | –9,0%  |        |
| Totaal | Totaal                 | 1.946.500 | 182   | 10.684 | –8,0%  |        |

## Voetballer van het jaar
Roland Ducke van FC Carl Zeiss Jena werd verkozen tot voetballer van het jaar. Eberhard Vogel van FC Karl-Marx-Stadt werd tweede en Jürgen Croy van Sachsenring Zwickau werd derde. 

## Europese wedstrijden
Europacup I
| Ronde | Team #1            | Tot.  | Team #2                    | 1ste wed | 2de wed |
| ----- | ------------------ | ----- | -------------------------- | -------- | ------- |
| 1R    | Fenerbahçe SK      | 0 - 5 | FC Carl Zeiss Jena         | 0 - 4    | 0 - 1   |
| 1/8   | FC Carl Zeiss Jena | 4 - 2 | Sporting Clube de Portugal | 2 - 1    | 2 - 1   |
| 1/4   | FC Carl Zeiss Jena | 3 - 6 | Rode Ster Belgrado         | 3 - 2    | 0 - 4   |

Europacup II
| Ronde | Team #1            | Tot.             | Team #2            | 1ste wed | 2de wed |
| ----- | ------------------ | ---------------- | ------------------ | -------- | ------- |
| 1R    | FC Vorwärts Berlin | 1 (u) - 1        | Bologna F.C. 1909  | 0 - 0    | 1 - 1   |
| 1/8   | SL Benfica         | 2 - 2 (3-5 n.p.) | FC Vorwärts Berlin | 2 - 0    | 0 - 2   |
| 1/8   | PSV Eindhoven      | 2 - 1            | FC Vorwärts Berlin | 2 - 0    | 0 - 1   |

Jaarbeursstedenbeker
| Ronde | Team #1           | Tot.     | Team #2        | 1ste wed | 2de wed |
| ----- | ----------------- | -------- | -------------- | -------- | ------- |
| 1R    | Partizan Belgrado | 0 - 6    | Dynamo Dresden | 0 - 0    | 0 - 6   |
| 2R    | Leeds United      | 2(u) - 2 | Dynamo Dresden | 1 - 0    | 1 - 2   |